# Рада з'їздів гірничопромисловців півдня Росії
Рада з'їздів гірничопромисловців півдня Росії (рос. дореф. «Совет Съездов горнопромышленников Юга России») — постійний виконавчий орган (існував із 1877 до 1918) між з'їздами представників підприємств, синдикатів, представницьких організацій видобувної і важкої промисловості Півдня України (усього з 1874 відбулося 42 чергових і кілька екстрених з'їздів; див. З'їзди гірничопромисловців Півдня Росії), який перебував у Харкові.
Створена на І-му з'їзді вуглепромисловців у Таганрозі в 1874 році з ініціативи О. Ауербаха, О. Шеермана, П. Горлова, І. Іловайського та ін. власників великих донецьких копалень; далі мала осідок у Харкові. Активними її діячами були серед інших: О. Алчевський, Ян Ясюкович, Ф. Єнакієв, Г. Кольберґ. За статутом, Рада мала гол. завданням допомагати й дораджувати рос. урядові у оправах передбачень і планування продукції й збуту вугілля і металу на наступні 1-3 pp. залізницям, воєнним зав., містам, на експорт, тощо. Тому у Раді і на з'їздах мали право брати участь, крім промисловців, також представники уряду, залізниць, земств, вчених та техн. товариств і взагалі «споживачі» вугілля й металу. З часом, під впливом закордонного (франц., бельг. й цім.) капіталу, Рада перетворилася на представництво укр. територіяльних монополій, її представники відстоювали перед урядом інтереси великого чужого й укр. капіталу. Протягом 1870 — 80-х pp. Рада виступала за встановлення протекційних мит на імпорт вугілля і металу, проти чого було, зокрема, Моск. Товариство заводчиків і фабрикантів, яке воліло безмитно імпортувати через Балтику англ. вугілля. Переміг «Харківський парламент», як звала Раду реакційна моск. преса, бо уряд хотів розвивати власну індустрію в імперії.
На початку 1900-х pp. Рада сприяла утворенню українських територіяльних синдикатів «Продвугілля» і «Продамет» та під керівництвом цих останніх розпочала боротьбу за впливи в уряді й на ринках проти йому подібного «Совета съездов горнопромышленников Урала», який також з часом був переможений. З Радою тісно співпрацював Харківський Комітет для залізничних перевозок гірничозаводських вантажів, який зокрема боровся за вигідні для України зал. тарифи. У всеімперському «Совете сьездов представителей промышленности и торговли», що створився 1906 у Москві та об'єднував понад сто різних синдикатів і картелів, Рада здобула майже вирішальний вплив, коли її гол. Н. Авдаков очолив моск. «Совет». Під час найгостріших конфліктів з російським урядом у 1903-12 у Раді й на з'їздах її чл. виникла ідея відокремлення від Росії й створення «Чорноморської республіки» з столицею у Харкові або в Одесі. У 1917 р. Рада критикувала Тимчасовий уряд за його поступки роб. і соц. рухові, а у 1918 співпрацювала через «Протофіс» з гетьманським урядом України. Формально Рада ліквідована більшовиками у січні 1918, але у перші pp. НЕП на базі її адміністративно-техн. апарату постала Рада з'їздів промисловості, торгівлі й транспорту України, хоч незабаром і вона була ліквідована.
Впродовж 1900-05 Раду очолював М. Авдаков, 1905-18 — Н. фон Дітмар, його заступник О. І. Фенін. Від 1897 при Раді існувало Статистичне Бюро, що публікувало велику кількість кн.та ін. матеріалів наук. характеру про важку пром-сгь та ринки України. Періодичними органами Ради були газ. «Ґорнозаводской листок» (1888 — 1909), згодом журнал «Горнозаводское дело» (з 1910) та щорічні «Труды» з'їздів гірничопромисловців, у яких є багато першоджерельних матеріалів до історії капіталізму в Україні. Архів Ради не зберігся.